# Todirostrum
Genre
Todirostrum est un genre d'oiseaux sud-américains (et également nord-américain en ce qui concerne Todirostrum cinereum) de la famille des Tyrannidés, comprenant 7 espèces de todirostres.

## Liste d'espèces
D'après la classification de référence du Congrès ornithologique international (ordre phylogénique) :
- Todirostrum maculatum (Desmarest, 1806) — Todirostre tacheté
  - Todirostrum maculatum amacurense Eisenmann & Phelps Jr, 1971
  - Todirostrum maculatum maculatum (Desmarest, 1806)
  - Todirostrum maculatum signatum Sclater, PL & Salvin, 1881
  - Todirostrum maculatum diversum Zimmer, JT, 1940
  - Todirostrum maculatum annectens Zimmer, JT, 1940
- Todirostrum poliocephalum (Wied-Neuwied, 1831) — Todirostre à tête grise
- Todirostrum cinereum (Linnaeus, 1766) — Todirostre familier
  - Todirostrum cinereum virididorsale Parkes, 1976
  - Todirostrum cinereum finitimum Bangs, 1904
  - Todirostrum cinereum wetmorei Parkes, 1976
  - Todirostrum cinereum sclateri (Cabanis & Heine, 1860)
  - Todirostrum cinereum cinereum (Linnaeus, 1766)
  - Todirostrum cinereum peruanum Zimmer, JT, 1930
  - Todirostrum cinereum coloreum Ridgway, 1906
  - Todirostrum cinereum cearae Cory, 1916
- Todirostrum viridanum Hellmayr, 1927 – Todirostre du Maracaïbo
- Todirostrum pictum Salvin, 1897 — Todirostre peint
- Todirostrum chrysocrotaphum Strickland, 1850 — Todirostre bridé
  - Todirostrum chrysocrotaphum guttatum Pelzeln, 1868
  - Todirostrum chrysocrotaphum neglectum Carriker, 1932
  - Todirostrum chrysocrotaphum chrysocrotaphum Strickland, 1850
  - Todirostrum chrysocrotaphum simile Zimmer, JT, 1940
  - Todirostrum chrysocrotaphum illigeri (Cabanis & Heine, 1860)
- Todirostrum nigriceps Sclater, PL, 1855 — Todirostre à tête noire

### Autres taxons
Parmi les todirostres, de nombreux taxons sont synonymes. Ainsi la plupart des espèces du genre Poecilotriccus comportent un synonyme dans le genre Todirostrum, car elles ont été déplacées. Par exemple :
- Todirostrum albifacies Blake, 1959, synonyme de Poecilotriccus albifacies[3] ;
- Todirostrum calopterum Sclater, PL, 1857, synonyme de Poecilotriccus calopterus[4] ;
- Todirostrum plumbeiceps Lafresnaye, 1846, synonyme de Poecilotriccus plumbeiceps[5] ;
- Todirostrum pulchellum Sclater, PL, 1874, synonyme de Poecilotriccus pulchellus[6].